# 権之助坂

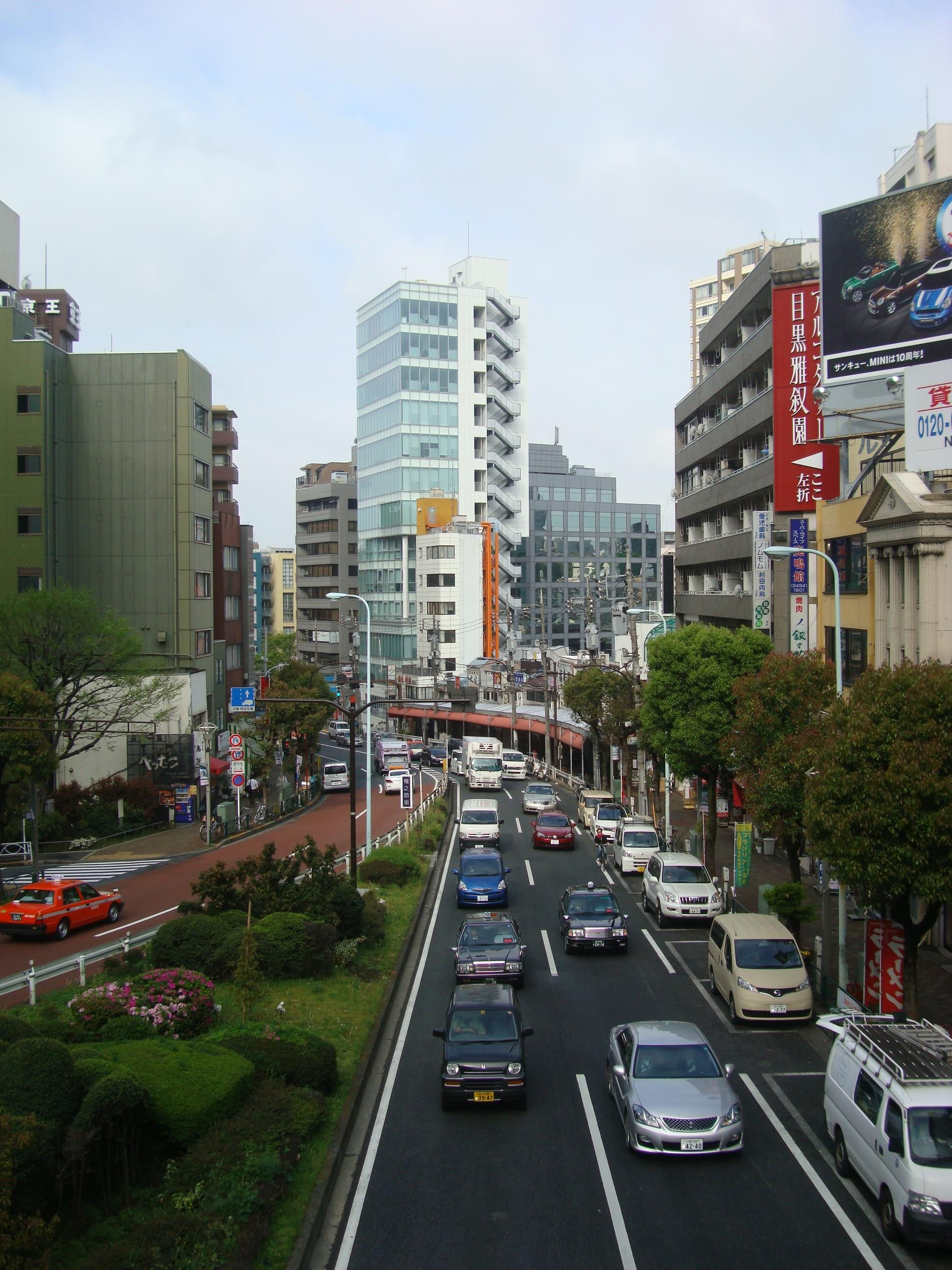
権之助坂

権之助坂（ごんのすけざか）は目黒通り（東京都道312号白金台町等々力線）の一部で、目黒駅から目黒川にかかる目黒新橋に至る400ｍほどの坂。目黒区目黒1丁目と下目黒1丁目を分ける坂でもある。
権之助坂は元禄時代に開かれ、坂の名は菅沼権之助に由来する。彼の名がついた理由としては、権之助自身が坂を開いたとする説や、重たい年貢に苦しむ農民のために年貢軽減を直訴してそのために処刑された権之助の名を、慕う農民が開かれたばかりの新坂につけたとする説などがある。
権之助坂が開かれるまでは、江戸と目黒を結ぶ主要な道路は行人坂を通っていた。しかし、行人坂は急な坂であったため、荷を運ぶ人々は大変な苦労をしていた。
権之助坂が開かれてのちは、主要交通路が行人坂から権之助坂に移り、特に権之助坂が目黒通りの一部となって以降は拡幅を続けても交通量の増大に追いつかず、ついには権之助坂の途中からバイパスを設け、権之助坂は西に向かう一方通行となった（バイパス路は東＝都心に向かう一方通行）。2016年現在、権之助坂はほぼ全体に権之助坂商店街が広がる繁華街となっている。

## 舞台とした楽曲
- ビートきよし『雨の権之助坂』（1981年 ビクター）